# Edo Meisho Zue
Guía al famoso emplazamiento Edo (江戸名所図会 “Edo Meisho Zue”) es una guía ilustrada que describe y representa el paisaje del Tokio de los años anteriores a 1868, entonces conocido con el nombre de Edo. Esta guía fue impresa en 20 planchas de madera divididas en siete volúmenes mediante las técnicas de impresión japonesas. La primera publicación data del 1834 (volúmenes 1-3, 10 primeros libros), la cual se reeditó en 1836 (volúmenes 4-7, últimos 10 libros) sin haber sufrido grandes revisiones. Durante los últimos años del período Edo, la guía se convirtió inmediatamente en un gran éxito, lo cual dio lugar a un “boom” de publicaciones de más meisho zue (“guías de emplazamientos famosos”).

## Su elaboración
Edo Meisho Zue fue tomando forma durante más de 40 años. Fue concebida por Saitō Yukio Nagaaki (1737–1799) quien, influenciado por la proliferación de guías de sitios famosos en la región Japonesa de Kansai, decidió que Edo también necesitaba una. Se cree que fue él quien empezó a escribir la guía alrededor de 1791, y se sabe que había obtenido permiso para escribir y editar un prólogo. No obstante, murió antes de que pudiera acabarlo. Desde ese momento, el yerno de Yukio, Saitō Yukitaka Agatamaro (1772–1818), continuó el trabajo, asumiendo con ello más investigaciones para añadir nuevos sitios e investigar otras informaciones; pero también murió poco antes de que pudiera finalizar el trabajo. El hijo de Yukitaka, Saitō Yukinari Gesshin (1804-1878), entonces tenía sólo 15 años, por lo que no pudo retomar inmediatamente el trabajo de su padre. Sin embargo, Yukinari estaba determinado a acabar con el trabajo que con tanto amor había dejado inacabado su padre y su abuelo. Finalmente, llevó a buen término toda la investigación, redacción de la información, edición y corrección en 1834, y legó al público una estimable e innovadora guía de geografía que, aún hoy, es utilizada por historiadores profesionales y aficionados del período Edo.

## Ilustraciones
Edo Meisho Zue fue ilustrada por Hasegawa Settan (1778-1843). Sus ilustraciones están altamente reconocidas ya que dan un fiel reflejo de los paisajes de la época. La gente aún recurre a esta guía extraordinaria para tours guiados de emplazamientos históricos.